# Hind Husseini
Hind Husseini eller Hind al-Husseini (arabiska: هند الحسيني) född 25 april 1916, död 13 september 1994 i Jerusalem, var en palestinsk kvinna, känd för att ha räddat 55 föräldralösa barn, överlevande från Deir Yassin-massakern. Barnen släpptes ut i Jerusalem för att klara sig själva, sedan deras föräldrar mördats av judiska terrorister.  Hind Husseini omvandlade sin farfars herrgård till barnhem. Det blev småningom en skola, Dar el-Tifel,  som ger utbildning till föräldralösa barn och andra barn från palestinska städer och byar.

## Film
- Miral, 2010, regi Julian Schnabel